# Сортсико

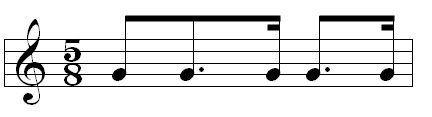
Ритмическая формула сортсико

Сортси́ко (баск. zortziko, zortzico; исп. zorcico сорсико) — жанр музыки басков.
Функционирует в среде басков преимущественно как танец, но также как песня, например, в неофициальном гимне Страны басков «Gernikako arbola» («Дерево Герники»). Для сортсико характерны размер 5/8 (также может быть 5/4 или 5/16), но наиболее "правильным" размером считается 5/8, так как zortzi в переводе с баскского, означает именно "восемь" и особенная ритмоформула с пунктирами (см. иллюстрацию); темп умеренный. Обычная инструментовка сортсико — продольная флейта чисту и цилиндрический барабан (на обоих инструментах играет один и тот же человек).
Стилистику сортсико неоднократно использовали профессиональные композиторы, среди которых И. Альбенис (фортепианные пьесы «Сортсико» [в сюите «Испания»] и «Arbola Azpian» [1887]), Ш.-В. Алькан (пьеса «Примирение. Каприс в форме сортсико» для фортепиано op.42 (средняя часть), первые три экспромта из первой тетради op.32, причем все в разных размерах - Andantino, ля минор в размере 5/4, Allegretto mesto ре минор - в размере 5/8, Vivace фа мажор - в размере 5/16, а также предсмертная пьеса "Сортсико" ре минор), М. Равель (в фортепианном трио [тема первой части] и в его вокальном цикле «Песни Дон Кихота к Дульсинее» [под названием «Эпическая песня»]), Дж. Россини (одна из шести музыкальных обработок текста Метастазио «Mi lagnerò tacendo» [ок. 1855]), К. Сен-Санс (Фортепианное трио № 2, ч. II), неоднократно П. Сарасате (для скрипки и фп. — «Баскский каприс», соч. 24; сортсико «Прощайте, мои горы», соч. 37 и «Дерево Герники» [Zortzico de Iparraguirre], соч. 39; для скрипки с оркестром — сортсико «Мирамар», соч. 42 и др.). Несколько сочинений с использованием ритма сортсико написал французский композитор и музыковед Ш. Борд; среди них Баскская рапсодия для фортепиано с оркестром (1889), оркестровая сюита «Баскские земли» («Euskal Herria», 1891; авторский подзаголовок — «праздничная музыка для сопровождения баскской игры в мяч») и Баскская сюита для флейты и струнного квартета (1887).